# Zaalkerk (Musselkanaal)
De Zaalkerk van de Nederlandse Protestanten Bond (NPB) in Musselkanaal is een in 1926 gebouwde kerk. De kerk is gebouwd in een aan de Amsterdamse School verwante bouwstijl.

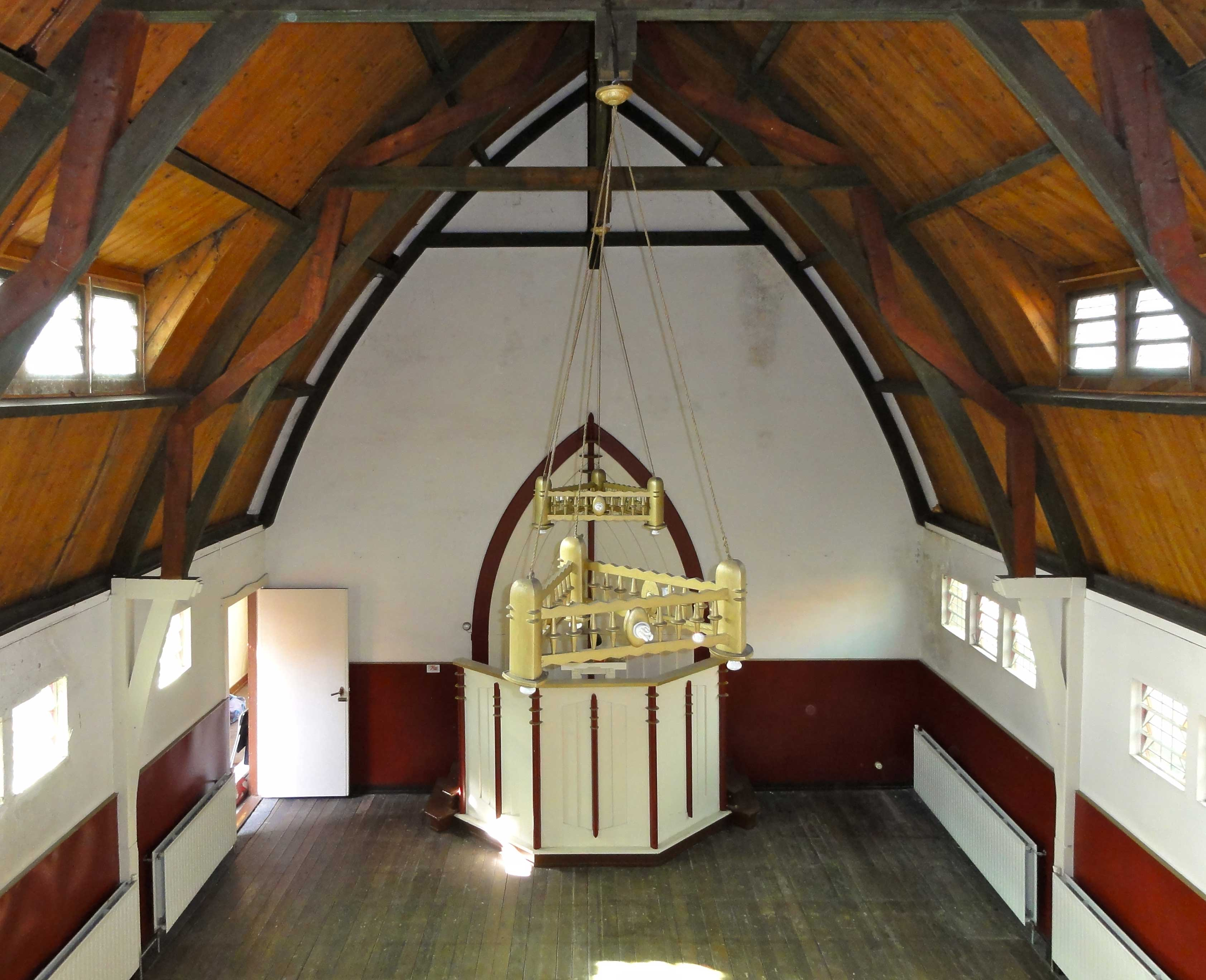
Interieur voormalige kerk van de Nederlandse Protestanten Bond in Musselkanaal

De eenvoudige zaalkerk wordt gekenmerkt door paraboolvormen in de voorgevel, het portaal, de dak- en spantconstructie en de achterwand. Ook andere geometrische patronen worden als versiering gebruikt. Zo hebben de kansel en de kroonluchters driehoekige vormen.
In 2002 werd de laatste kerkdienst van de NPB in het gebouw gehouden. De afdeling Musselkanaal van de NPB werd opgeheven en de kerk is inmiddels in particulier bezit. Het voormalige kerkgebouw, ontworpen door de architect Albertus Harmannus Kleinenberg, is erkend als een rijksmonument.